# Стэнли, Уильям, 6-й граф Дерби
Уильям Стэнли, 6-й граф Дерби (англ. William Stanley, 6th Earl of Derby; 1561 — 29 сентября 1642) — английский аристократ и государственный деятель, эсквайр (1580—1594), пэр Англии.

## Биография
Уильям был вторым из четырёх сыновей Генри Стэнли, 4-го графа Дерби, и леди Маргарет Клиффорд (1540—1596), которая с 1578 года и вплоть до своей смерти в 1596 году претендовала на английский престол как ближайшая родственница королевы Елизаветы I Тюдор. По линии матери Уильям был правнуком Марии Тюдор, дочери короля Англии Генриха VII и Елизаветы Йоркской. Он унаследовал титул графа Дерби после смерти своего старшего брата (16 апреля 1594), Фердинандо Стэнли, 5-го графа Дерби. Согласно некоторым сведениям, Фердинандо был отравлен одним из своих родственников, неким жившим во французской эмиграции Хескеллом, так как отказался принять участие в заговоре против королевы Елизаветы. В это время Уильям находился в длительной зарубежной поездке — во Франции, побывал при дворе королей Наварры, в Испании, Италии, Египте, Палестине, Турции и в России. Когда же Уильям вернулся в Англию, оказалось, что три дочери его покойного брата уже разделили между собой все его владения, что вызвало продолжительные судебные разбирательства. В результате вмешательства королевы Елизаветы I наибольшая часть наследства была закреплена за Уильямом Стэнли.
26 июня 1594 года Уильям Стэнли в Гринвиче вступил в брак с Элизабет де Вер, старшей дочерью Эдуарда де Вера, 17-го графа Оксфорда и Анны Сесил, дочери лорда-казначея Уильяма Сесила, 1-го барона Бёрли. В этом браке родились пятеро детей, из которых до совершеннолетия дожили трое.
23 апреля 1601 Уильяму Стэнли был пожалован королевой Елизаветой I орден Подвязки, а королём Яковом I — звание камергера Честера (Chamberlain of Chester) (30 октября 1603). В марте-мае 1603 года входил в Тайный совет. С 22 декабря 1607 года (с 12 декабря 1626 года совместно с сыном Джеймсом Стэнли, лордом Стрэнджем) по 29 сентября 1642 года — лорд-лейтенант графств Ланкашир и Чешир, с 7 июля 1609 по 1627 годы — адмирал (Admiral of the Isle of Man) и лорд Мэна (Lord of the isle of Man).
В 1628—1629 годах он передал своему старшему сыну Джеймсу права на титул и фамильные земельные владения, оставив себе лишь пенсию в 1000 фунтов в год. Похоронен в семейном склепе Стэнли в Ормскирке (Ланкашир).

## Дебаты по поводу сочинений Шекспира
Один из ведущих французских литературоведов, Абель Лефранк (1863—1952), после многолетних научных исследований опубликовал в 1918 году свою работу под названием «Sous Le Masque de William Shakespeare». В ней он высказывает теорию о том, что под именем Уильяма Шекспира на самом деле скрывался Уильям Стэнли (так называемая «теория Дерби»). Дело в том, что Стэнли был постоянным покровителем различных актёрских трупп и коллективов в Лондоне (Earl of Derby´s Players), как и музыкантов, дрессировщиков и акробатов. Это увлечение разделял и старший брат Стэнли, Фердинандо.
Важным аргументом в пользу этой теории послужило письмо агента-иезуита в Англии Джорджа Феннера от 1599 года, в котором тот сообщает, что Уильям Стэнли является автором пяти театральных пьес для своих актёров («busy penning plays for common players»), в которых применил знания различных историй, добытые во время многолетних зарубежных поездок. Свои впечатления от посещения наваррского двора — согласно Лефранку — Стэнли изложил в шекспировской пьесе «Бесплодные усилия любви». Против этой теории французского исследователя говорит тот факт, что за свои последние 30 лет жизни Уильям Стэнли для театра не написал ни строчки, а содержание шекспировских сонетов не совпадает с фактами биографии графа Дерби.
Уильям Стэнли был близко знаком с братьями Уильямом и Филиппом Гербертами, 3-м и 4-м графами Пембрук, издавшими в 1623 году, через семь лет после смерти Шекспира, собрание сочинений последнего. Эти же братья Пембрук занимались передачей имущества в 1628—1829 годах от Уильяма Стэнли его сыну, Джеймсу.